# 표적 (1998년 영화)
《조지 클루니의 표적》(영어: Out of Sight) 또는 간단히 《표적》은 1998년 공개된 미국의 액션 코미디 영화이다. 엘모어 레너드가 쓴 동명 소설을 원작으로 스콧 프랭크가 각색하고 스티븐 소더버그가 연출하였다. 조지 클루니, 제니퍼 로페즈, 빙 레임스, 돈 치들, 앨버트 브룩스 등이 출연하였다.
1999년 제71회 아카데미상 각색상과 편집상 후보에 올랐으며, 에드거상 영화 각본상을 수상하였다.

## 줄거리
잭 폴리는 은행 강도로 살아가던 중 동료와 함께 감옥에 들어간다. 석방 후에도 그는 범죄를 그만두지 않아 또 다시 감옥으로 돌아가고, 탈옥 과정에서 연방보안관 캐런 시스코와 만난다. 캐런이 잭을 사로잡으려고 하는 사이에 둘 사이에는 점점 강한 호감이 생긴다. 캐런은 잭이 감옥으로 돌아가게 만들기 위해 노력하지만 잭을 만나는 과정에서 갈등한다.

## 출연
- 조지 클루니 - 잭 폴리 역
- 제니퍼 로페즈 - 캐런 시스코 역
- 빙 레임스 - 버디 브래그 역: 잭의 동료.
- 돈 치들 - 모리스 "스누피" 밀러 역: 권투 선수.
- 스티브 잔 - 글렌 마이클스 역: 잡범.
- 앨버트 브룩스 - 리처드 "딕 더 리퍼" 리플리 역: 디트로이트 출신 화이트 칼라 범죄자.
- 데니스 퍼리나 - 마셜 시스코 역
- 루이스 구스만 - 호세 "치노" 치리노 역: 잭의 동료 수감자.
- 아이제이아 워싱턴 - 케네스 역: 스누피의 사돈.
- 낸시 앨런 - 미지 역: 리플리의 가정부.
- 키스 로너커 - 화이트 보이 밥 역: 스누피의 오른팔.
- 캐서린 키너 - 어델 덜리시 역: 잭의 전 아내. 마술사 조수.
- 바이올라 데이비스 - 모젤 밀러 역: 스누피의 아내.
- 폴 칼더론 - 레이먼드 크루즈 역
- 웬들 B. 해리스 주니어 - 대니얼 버던 역
- 마이클 키턴 - 레이 니컬렛 역 (크레디트 미기재)
- 새뮤얼 L. 잭슨 - 헤자이라 헨리 역 (크레디트 미기재)
- 코니 소여 - 승강기의 노부인 역

## 기타 제작진
- 총괄 제작: 배리 소넌펠드

## 우리말 녹음
KBS 성우진 (2005년 7월 2일)
- 김환진 - 잭 폴리(조지 클루니)
- 강희선 - 캐런(제니퍼 로페즈)
- 정미경 - 로레타(도나 프렌즐)
- 이규석 - 치노(루이스 구스만)
- 변영희 - 레이먼드(폴 칼더론)
- 유명숙 - 어델(캐서린 키너)
- 이장원 - 버디(빙 레임스)
- 김병관 - 마셜(데니스 퍼리나)
- 김승준 - 글렌(스티브 잔)
- 이봉준 - 버던(웬들 B. 해리스 주니어)
- 성완경 - 스누피(돈 치들)
- 김규식 - 리플리(앨버트 브룩스)
- 홍진욱 - 레이(마이클 키턴)
- 유동균 - 케네스(아이제이아 워싱턴)
- 장우영 - 모젤(바이올라 데이비스)
- 김소형 - 간수(척 캐슬베리)

## 같이 보기
- 하이스트 영화